# Samtsche-Dzjavachetien
Samtsche-Dzjavachetien (georgiska: სამცხე-ჯავახეთი) är en av de elva administrativa regionerna i Georgien. Den har en yta på 6 413 km² och 160 504 invånare (år 2014). Den gränsar till Armenien och har en stor armenisk minoritet på 81 089 (50,5%) av Georgiens totalt 168 102 armenier.
 Huvudort är Achaltsiche.
I regionens södra del ligger klippstaden Vardzia.